# Zasłonak purpurowiejący

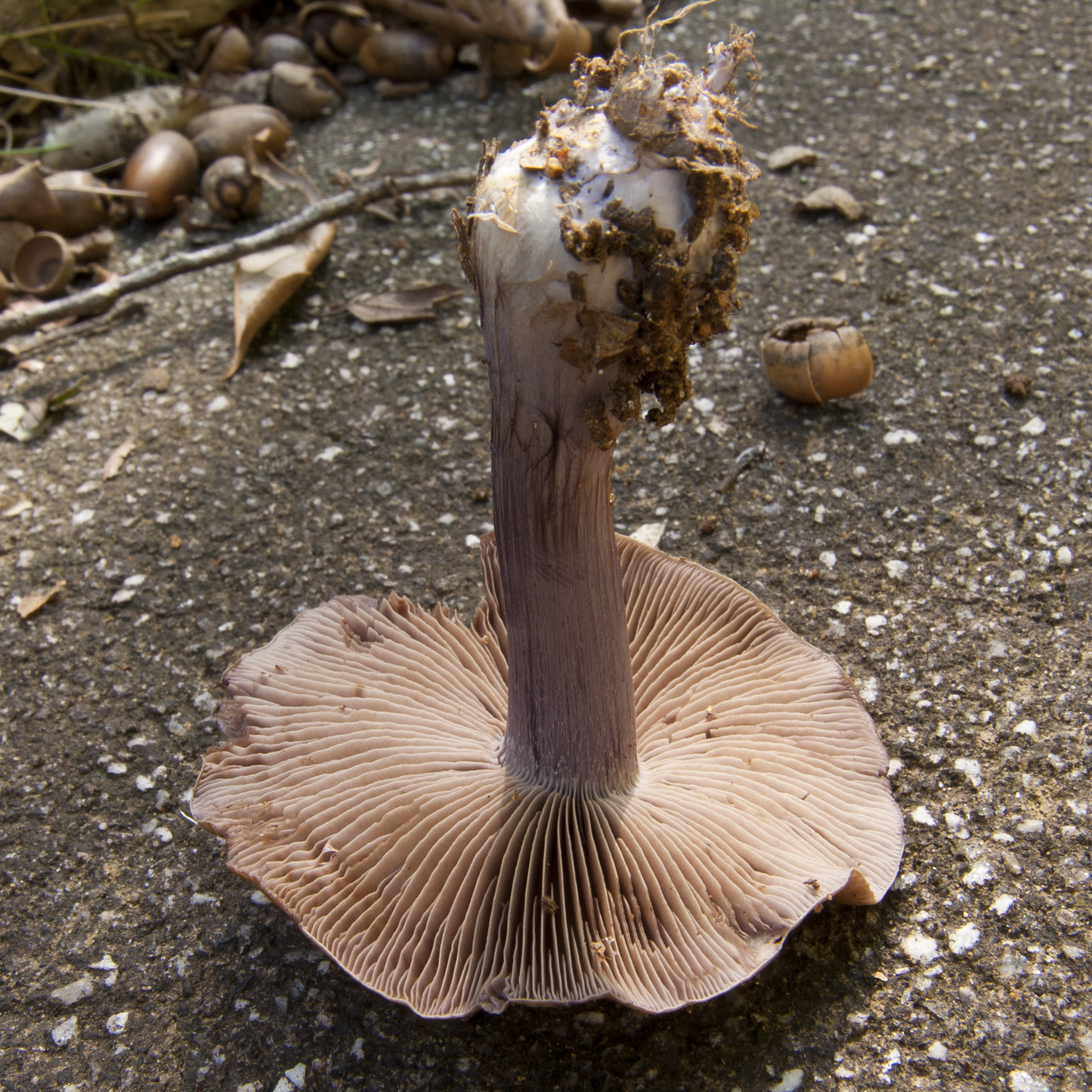

Zasłonak purpurowiejący (Thaxterogaster purpurascens (Fr.) Niskanen & Liimat.) – gatunek grzybów należący do rodziny zasłonakowatych (Cortinariaceae).

## Systematyka i nazewnictwo
Pozycja w klasyfikacji według Index Fungorum: Cortinarius, Cortinariaceae, Agaricales, Agaricomycetidae, Agaricomycetes, Agaricomycotina, Basidiomycota, Fungi.
Po raz pierwszy opisał ten takson Elias Fries w 1821 r. jako Agaricus obtusus. Ten sam autor w 1838 r. przeniósł go do rodzaju CortinariusW 2022 r. Tuula Niskanen i Kare Liimatainen przenieśli go do rodzaju Thaxterogaster.
Ma kilkanaście synonimów. Są nimi wszystkie formy i odmiany, oraz:
- Cortinarius purpurascens Fr.1838
- Agaricus subpurpurascens Batsch, 1786
- Gomphos purpurascens (Fr.) Kuntze 1891
- Phlegmacium purpurascens (Fr.) Ricken 1915[2].

Nazwę polską nadał Andrzej Nespiak w 1975 r. Synonimy polskie: zasłonak purpurowiejący, odmiana mięsista. Jest niespójna z aktualną nazwą naukową.

## Morfologia
Kapelusz
Średnica 5–11 cm, początkowo półkulisty, potem kolejno łukowaty, płasko rozpostarty, w końcu na środku płytko wklęsły. Brzeg ostry i gładki. Podczas suchej pogody powierzchnia lepka i zamszowo błyszcząca, podczas wilgotnej śliska i błyszcząca. Barwa intensywnie ochrowobrązowa do czerwonobrązowej.
Blaszki
Wąsko przyrośnięte, szerokie i brzuchate, początkowo niebieskofioletowe, potem brązowofioletowe. Charakterystyczną cechą jest zmiana ich barwy po uciśnięciu na czerwoną (w kolorze wina). Ostrza blaszek białawe, gładkie.
Trzon
Wysokość 4–8 cm, grubość 1–1,5 cm, pełny, beczułkowaty, z bulwą o średnicy do 2,5 cm. Po uciśnięciu czerwienieje, podobnie jak kapelusz. Powierzchnia o barwie od bladofioletowej do intensywnie fioletowej z białymi włókienkami.
Miąższ grzyba
Cienki, białawy z niebieskim odcieniem, w górnej części trzonu niebieskofioletowy. Po przecięciu powoli czerwienieje. Zapach korzenny, smak niewyraźny.
Cechy mikroskopowe
Zarodniki elipsoidalne, lekko migdałowate, brodawkowane, o wymiarach 9–10 × 4,8–6 μm. Podstawki o wymiarach 30–35 × 7–9 μm. Na krawędzi blaszek znajdują się cienkościenne, nieregularnie butelkowate cheilocystydy o długości 20–30 μm. Wysyp zarodników brązowawy do jasnobrązowego.

## Występowanie i siedlisko
Znane są jego stanowiska w Ameryce Północnej, Europie, Korei i Japonii. W Europie jest szeroko rozprzestrzeniony; występuje od Hiszpanii przez Anglię, Islandię po około 63° szerokości geograficznej na Półwyspie Skandynawskim, brak go tylko w Europie Wschodniej. W piśmiennictwie naukowym na terenie Polski do 2003 r. podano kilka stanowisk.
Naziemny grzyb mykoryzowy. Rośnie głównie w lasach iglastych pod jodłą lub sosną, rzadziej w lasach liściastych pod bukiem.

## Znaczenie
Grzyb mikoryzowy. W niektórych atlasach grzybów jest opisywany jako grzyb jadalny. Odradza się jednak zbierania zasłonaków w celach spożywczych, jest bowiem wśród nich wiele trudnych do odróżnienia i trujących gatunków.